# Владимир Станчев
Владимир Станчев е български микробиолог, професор, работил в Катедра „Стокознание“ на Икономическия университет във Варна.

## Биография
Роден е през 1914 година.
Работи в катедра „Стокознание“ на Икономическия университет – Варна в периода 1949 – 1978. Преподава дисциплината „Микробиология на стоките“ преименувана по-късно в „Стоковедна микробиология“. От 1959 до 1968 г. проф. Владимир Станчев е ръководител на катедра „Стокознание“.
Основната цел на преподаването на микробиологията е изучаване на микробните вредители на стоките, промените, които те предизвикват при съхранението на стоките, методите за предпазване на стоките от микробиологични повреди. Затова и в центъра на научното творчество на проф. Владимир Станчев са микробиологичните процеси протичащи в стоките. По тези въпроси през 1950 г. той издава първия си учебник.
В научните публикации на проф. Владимир Станчев се очертават няколко основни направления като водещо сред тях е предпазването на стоките от повреди при транспортиране по море. В това направление той започва да работи през 1964 г., когато съвместно с друг преподавател от катедрата (ст. ас. Иван Ковачев) пътуват по Средиземно и Червено море и изследват влиянието на температурата и влажността при транспортиране на стоките и предпазването им от микробиологични и други повреди. Тези изследвания той продължава и в периода на съществуване на Научноизследователската лаборатория по управление на качеството на стоките в търговията и морския транспорт. Това е направлението, в което той има най-много публикации в чужбина и което му донася международно признание в редица европейски страни.

## Семейство
Женен за Анета Станчева. Имат син Камен Станчев (художник) роден през 1946.